# アフタヌーン四季賞CHRONICLE
『アフタヌーン四季賞CHRONICLE 1987-2000』（アフタヌーンしきしょうクロニクル）は、1987年から2000年までのアフタヌーン四季賞受賞作家で、過去現在において活躍していた作家の受賞作品をまとめた作品集。掲載された作家の選考基準は不明である。
月刊アフタヌーン等で2005年の夏季に完全受注生産で販売された、価格6300円 (税別)。サイズは縦：42.0cm、横：14.7cm。
「春、夏、秋、冬」と4つの文庫本に分かれており、受賞時期の早い順に掲載されている（一冊500ページほど）。他に各作家への質問と四季賞の歴史をまとめたブックレット「Explanation Book」付属。未発表作品も多数あり。
なお、松本大洋と冬目景は作品が掲載されていない代わりに、インタビューが掲載されている。当初の告知で掲載拒否していた王欣太のインタビューも掲載。

## 収録作品

### 春
- 土田世紀 「未成年」 (1987年 四季賞)
- 髙橋ツトム 「GOTAVOICE」 (1987年 春準入選)
- 松本大洋 「STRAIGHT」 (1987年 秋準入選)
- 入江紀子 「猫の手貸します」 (1987年 冬四季大賞)
- 太田垣康男 「Roninハートブレイク！」 (1988年 夏佳作)
- 須藤真澄 「少年王に白い雲」 (1988年 秋準入選)
- 秋月りす 「奥様進化論」 (1988年 秋佳作)
- 中山昌亮 「離脱」 (1988年 冬準入選)
- 新井英樹 「8月の光」 (1989年 夏四季大賞)
- ヒロモト森一 「ウエスタンカーニバル」 (1989年 夏佳作)
- 榎本俊二 「Golden Lucky」 (1989年 秋佳作)
- 王欣太 「A Mess on a Weekend」 (1989年 冬四季大賞)
- 入江喜和 「杯気分！肴姫」 (1989年 冬四季賞)
- ヒラマツ・ミノル 「ま、いっか！」 (1989年 冬佳作)
- 青木雄二 「彼岸と此岸の間で」 (1990年 準入選)
- 田口雅之 「象的人間」 (1990年 秋四季賞)
- 菅原雅雪 「ホームレンジ」 (1991年 夏準入選)
- 的場健 「名探偵にはなれないけれど」 (1991年 夏準入選)
- 安田弘之 「MOZOO」 (1991年 秋佳作)
- 小田ひで次 「魚」 (1991年 冬佳作)

### 夏
- 松永豊和 「きりんぐぱらのいあ」（1992年 夏四季大賞）
- 小原愼司 「ぼくはおとうと」（1993年 春四季大賞）
- 桑原真也 「YOKO vs」（1993年 春四季賞）
- 沙村広明 「無限の住人」（1993年 夏四季大賞）
- 黒田硫黄 「蚊、南天、熊」（1993年 秋四季大賞）
- 冬目景 「KUROGANE クロガネ」（1993年 秋四季賞）
- 五十嵐大介 「お囃子が聞こえる日、他」（1993年 冬四季大賞）
- 吉開寛二 「孤独の音」（1993年 冬準入選）
- 芦奈野ひとし 「ヨコハマ買い出し紀行」（1994年 春四季賞）
- 駒井悠 「そんな奴ァいねえ!!」（1994年 春佳作）

### 秋
- 荒巻圭子 「GENOMES」 (1994年 夏四季大賞)
- 木尾士目 「点の領域」 (1994年 夏四季賞)
- 安倍吉俊 「雨の降る場所」 (1994年 夏準入選)
- 木葉功一 「JAGUA」 (1995年 夏四季大賞)
- 弐瓶勉 「BLAME」 (1995年 夏特別賞)
- 遠藤浩輝 「きっとかわいい女の子だから」 (1995年 秋四季大賞)
- 鬼頭莫宏 「ヴァンデミエールの右手」 (1995年 秋準入選)
- 浅田寅ヲ 「Spoonman 3.18」 (1996年 秋四季大賞)
- 若菜将平 「仮面天使」 (1996年 秋四季賞)
- 真右衛門 「ランチのB」 (1996年 夏佳作)

### 冬
- 林田球 「ソファーちゃん」 (1997年 秋準入選)
- 木村紺 「神戸在住」 (1997年 冬四季賞)
- 篠房六郎 「やさしいこどものつくりかた」 (1997年 春佳作)
- ひぐちアサ 「ゆくところ」 (1998年 春四季賞)
- 真鍋昌平 「憂鬱滑り台」 (1998年 夏四季大賞)
- 漆原友紀 「蟲師」 (1998年 冬四季大賞)
- 熊倉隆敏 「グラデ」 (1999年 夏準入選)
- とよ田みのる 「ラブロマ」 (2002年 春四季大賞)